# Jump They Say
Jump They Say è un brano musicale scritto ed interpretato dal musicista rock britannico David Bowie, incluso nel suo album Black Tie White Noise del 1993. La traccia venne pubblicata come primo singolo estratto dal disco nel marzo 1993.

## Il brano
La canzone accenna ai sentimenti di Bowie verso il suo fratellastro malato di schizofrenia Terry, che si era suicidato il 16 gennaio del 1985. Il testo del brano parla di un uomo portato alla disperazione dalla pressione a cui è sottoposto. Bowie citò inoltre le sue sensazioni personali circa il "tuffarsi" nell'ignoto metafisicamente. Dal punto di vista musicale, l'influenza di Nile Rodgers diede al brano una sonorità funk, sebbene con influssi di jazz contemporaneo, con un assolo da parte del leggendario trombettista Lester Bowie.
Come principale singolo, Jump They Say ricevette una spinta promozionale considerevole da parte della nuova etichetta discografica di Bowie, la Savage Records (anche se la Arista Records distribuì il disco in Europa). Un video per la canzone venne girato da Mark Romanek, mostrando Bowie nei panni di un uomo d'affari paranoico dei propri colleghi, che presumibilmente sembrano effettuare esperimenti su di lui, e trovando in lui troppa resistenza, decidono di spingerlo a buttarsi giù dal tetto dell'azienda. Il videoclip è fortemente influenzato dal film di Jean-Luc Godard Alphaville (1965), e dai film La jetée di Chris Marker e Il processo di Orson Welles - entrambi del 1962. Presente anche un'ovvia reminiscenza del film di Stanley Kubrick Arancia meccanica del 1971. La traccia, pubblicata su singolo, raggiunse la posizione numero 9 in Gran Bretagna – primo singolo da top 10 in classifica per Bowie sin dai tempi di Absolute Beginners del 1986.
Anche se Bowie decise di non andare in tour per promuovere Black Tie White Noise, la canzone sarebbe stata inclusa in seguito nel corso dell'Outside Tour del 1995.

## Tracce singolo
7" - Arista / 74321 139424 (US)
1. Jump They Say (Radio edit) – 3:53
2. Pallas Athena (Don't Stop Praying Mix) – 5:36

12" - Arista / 74321 139421 (EU)
1. Jump They Say (Hardhands Mix)  – 5:40
2. Jump They Say (Full album version) – 4:22
3. Jump They Say (Leftfield 12" vocal) – 7:42
4. Jump They Say (Dub Oddity Mix)  4:44

12" - Arista / 74 321 13 69 61 (EU)
1. Jump They Say (Club Hart remix) – 5:05
2. Jump They Say (JAE-E Mix) – 5:32
3. Jump They Say (JAE-E Dub) – 4:48
4. Jump They Say (Leftfield remix) – 7:41
5. Jump They Say (Dub Oddity, another Leftfield remix) – 5:36
6. Pallas Athena (Don't Stop Praying Mix) – 5:36

CD - Arista / 74321 13696 2 (EU)
1. Jump They Say (Radio edit) – 3:53
2. Jump They Say (JAE-E edit) - 3:58
3. Jump They Say (Club Hart remix) – 5:05
4. Jump They Say (Leftfield 12" vocal) – 7:42
5. Pallas Athena (Album version) – 4:40
6. Pallas Athena (Don't Stop Praying Mix) – 5:36

CD - Arista / 74321 139422 (UK)
1. Jump They Say (7” version) – 3:53
2. Jump They Say (Hard Hands Mix) – 5:40
3. Jump They Say (JAE-E Mix) – 5:32
4. Pallas Athena (Don't Stop Praying Mix) – 5:36

CD - Arista / 74321 139432 (UK)
1. Jump They Say (Brothers in Rhythm Mix) – 8:28
2. Jump They Say (Brothers in Rhythm Instrumental) – 6:25
3. Jump They Say (Leftfield 12" vocal) – 7:42
4. Jump They Say (Full album version) – 4:22

CD - Savage Records / 74785-50034-2 (USA)
1. Jump They Say (Album Version) – 4:23
2. Jump They Say (Radio Edit 1) - 4.02
3. Jump They Say (Club Hart remix) – 5:02
4. Jump They Say (Leftfield Remix) – 7:41
5. Pallas Athena (Album version) – 4:40
6. Pallas Athena (Don't Stop Praying Mix) – 5:36

12" - Arista / BIR 1 (US) (Promozionale)
1. Jump They Say (Brothers in Rhythm Mix) – 8:28
2. Jump They Say (Brothers in Rhythm Instrumental) – 6:25

## Formazione
- David Bowie: voce, sax
- Nile Rodgers: chitarra
- Barry Campbell: basso
- Sterling Campbell: batteria
- Richard Hilton: tastiere
- Lester Bowie: tromba

## Classifica
| Classifica             | Posizione |
| ---------------------- | --------- |
| Official Singles Chart | 9         |
| Canadian Singles Chart | 12        |
| Dutch Singles Chart    | 17        |
| Italian Singles Chart  | 5         |

## Cover
- Death to the Legion - Ashes to Ashes: A Tribute to David Bowie (1998)